# Europejska Nagroda Obywatelska
Europejska Nagroda Obywatelska (Civi Europaeo Praemium) – nagroda w postaci medalu honorowego przyznawana od 2008 przez Parlament Europejski.

## Nagroda
Nagroda ta ma być wyróżnieniem za szczególne osiągnięcia w następujących dziedzinach:
- działalność na rzecz lepszego zrozumienia i integracji między obywatelami państw członkowskich Unii Europejskiej,
- działalność na rzecz ułatwiania współpracy ponadnarodowej w Unii Europejskiej,
- codzienna działalność odzwierciedlająca wartości zawarte w Karcie praw podstawowych Unii Europejskiej[1][2].

Przy jej przyznawaniu nie bierze się pod uwagę projektów finansowanych w ponad 50% za pośrednictwem instytucji unijnych oraz nagrodzonych wcześniej przez jedną z instytucji europejskich. Nie może również zostać przyznana za działalność w ramach sprawowania funkcji politycznej.
Rocznie wybieranych jest nie więcej niż 50 laureatów uwzględniając równowagę geograficzną i równowagę płci.

## Zgłaszanie kandydatur
Do zgłaszania kandydatów upoważnieni są jedynie europarlamentarzyści. Każdy z nich może zgłosić maksymalnie jednego kandydata.

## Kapituła
Członków Kapituły Europejskiej Nagrody Obywatelskiej mianuje Prezydium Parlamentu Europejskiego.

### Skład
- Kanclerz – Przewodniczący Parlamentu Europejskiego
- czterej wiceprzewodniczący Parlamentu Europejskiego
- dwaj byli przewodniczący Parlamentu Europejskiego
- dwie powszechnie znane osobistości[2]

Rolę Sekretariatu Kapituły pełni Dyrekcja Generalna Parlamentu Europejskiego ds. Komunikacji.

### Jury krajowe
W skład jury krajowych wchodzi co najmniej 3 posłów i co najmniej jeden zastępca z danego kraju członkowskiego nominowanych raz do roku. Członkowie wybierają do pięciu potencjalnych laureatów ze swojego kraju ustalając, przed przekazaniem Kapitule, preferowany porządek.

## Wręczenie nagród
W każdym kraju członkowskim organizowane są publiczne ceremonie wręczenia nagród. Uroczystość finałową dla laureatów organizuje się dorocznie w Brukseli lub Strasburgu.

## Laureaci

### 2008[3]
- José María Muñoa Ganuza
- Associação Nacional de Municípios Portugueses(inne języki)
- Kärntner Konsensgruppe
- Duna Televízió
- Verein zur Förderung des Städtepartnerschaft Leipzig-Travnik
- Lajos Oszlari
- AEDE-Canarias
- Organizacja Narodów i Ludów Niereprezentowanych
- Polska Akcja Humanitarna
- Naturpark Bayerischer Wald e.V.
- Divadlo z Pasáže
- Jochen Gewecke
- Towarzystwo Bambrów Poznańskich
- Bürger Europas
- Federação de Associações de Juventude dos Açores
- Πυροσβεστικό Σώμα Ελλάδος
- Europees Muziekfestival voor de Jeugd(inne języki)
- Francisca Sauquillo Pérez del Arco
- Campus 15
- Franz-Josef Meyer
- Grażyna Orłowska-Sondej
- Donaubüro-Ulm
- Kolpingjugend Europa
- Ulla Rüdenholz
- Jean Pierre Daulouede
- Susanna Lipovac und Kinderberg International e.V.
- Amministratori del Comune di Lula 2002–2007
- Kolegium Europy Wschodniej im. Jana Nowaka-Jeziorańskiego we Wrocławiu
- Santiago Sánchez-Agustino Rodríguez
- Tomasz Różniak
- Wojciech Wrzesiński
- Raissa Murumets
- Emberi Jogi Központ
- Michael Nielsen
- Luigi Ciotti
- G700 Blog
- Oud Limburgse Schuttersfederatie

### 2010[4]
- Jugendhilfsorganisation Schüler Helfen Leben
- Międzynarodowy Festiwal Filmów Młodego Widza Ale Kino!
- Ing. Wolfgang Neumann
- Union européenne des étudiants juifs
- Csaba Böjte
- Lothar Czossek
- Fate Velaj
- Elżbieta Lech-Gotthard
- Carlo Petrini
- Inicjatywa Wolna Białoruś
- Fundacja Świętego Mikołaja
- Open Society Foundations
- Stowarzyszenie „Jeden Świat”
- Europ’age Saar-Lor-Lux e.V
- Sermig-Servizio Missionario Giovani
- Europees Grenslanden Vrouwenvoetbal Toernooi
- Stowarzyszenie Lednica 2000
- Chris Delicata
- Enrico Pieri
- Jacques Groffen
- Beneluxliga handbal
- Inστιτουτο Οδικης Ασφαλειας «Πανος Μυλωνας»
- Smaranda Enache
- EYV 2011 Alliance
- Fondazione Banco Alimentare(inne języki)
- Polska Fundacja im. Roberta Schumana
- Zsuzsa Ferge
- Hans Bienfait
- Marek Sołtys

### 2012[5]
- Albergo Etico
- Arbeitskreis Schule Rhauderfehn e. V.
- Biagio Conte
- CIJE'12 * Congresso Ibérico de Jovens Engenheiros
- Colours of Carinthia – Franz Tomazic (Projektleitung für die Personengruppe), Karlheinz Fessl, Christian Brandstätter, Erich Kugi, Lojze Wieser
- DEFRIT
- Deutsch-Französische Gesellschaft e.V. Montabaur
- Christoph Leitl
- Ελληνικη Εταιρεια Περιβάλλοντος και Πολιτισμού
- Ekipa projekta Simbioz@
- Eurofeesten Geel 2012
- Europäische Vereinigung für Eifel und Ardennen
- Giovanni Riefolo
- Gisela Paterkiewicz
- Jacek Łuczak
- Jeunes Européens-France(inne języki)
- Kató Béla
- Latvijas Lauku sieviešu apvienība, padomes priekšsēdētāja, Rasma Freimane
- Lovro Šturm
- Mgr. Victor Grech
- Μουσικό Εργαστήρι «Λαβυρινθος»
- PassodopoPasso
- Paul Brusson
- Петър Петров, България
- Πέτρος Σουππουρhς i Huseyin Ankansoy
- Polska Federacja Ruchów Obrony Życia
- Róka Gyula
- Sophie Rosseels
- Stichting Werkgroep Polen
- Stolpersteine
- Stowarzyszenie św. Celestyna
- Stowarzyszenie Wiosna
- Symon Kliman
- Szekely Janos
- UNITALSI(inne języki)
- Vanhustyön keskusliitto – Centralförbundet för de gamlas väl ry
- Vencer o Tempo, Associação para a Educação e Prevenção da Saúde

### 2013[6]
- Академик Валери Петров
- Alicja Kobus
- Association Vents et marées
- Avvocato di strada Onlus(inne języki)
- Biruta Eglīte
- Boris Pahor
- CISV International
- Dance for Peace, Mehmet Emin Eminoglu & Άντρια Κυπριανού
- Daniel Vogelmann
- Klaus Wilkens
- Д-р Милен Врабевски, Фондация „Българска памет”.
- Elena Nistor
- Elke Jeanrond-Premauer
- Eugenia Bonetti, Presidente «Slaves No More Onlus», missionaria della Consolata, coordinatrice Ufficio Tratta Donne e Minori dell’USMI
- Euregioschool Buurtaal leren door en voor de uitwisseling
- Εθνικό Κέντρο Άμεσης Βοήθειας (EKAB) Κρήτης
- GAA Cumann Lúthchleas Gael
- Gábor Farkas
- Hans Zohren
- Heikki Huttunen/Suomen Ekumeeninen Neuvosto
- Hela Sverige ska leva
- Ioana Avădani
- Jacek Głomb
- Junge Europäische Bewegung
- Kuoreveden nuorisoseura Nysä ry
- Lobby européen des femmes
- Mag.a (FH) Ursula Kapfenberger-Poindl, DI Hermann Hansy, Karl G. Becker, DI Reinhard M. Weitzer, DI Andreas Weiß (allesamt Regionalmanager in Niederösterreich)
- Matthias Zürl
- Ośrodek „Brama Grodzka – Teatr NN”
- Plataforma de Afectados por la Hipoteca(inne języki)
- Richard Demarco
- Puttinu Cares Children’s Cancer Support Group
- Raoul Wallenberg Egyesület
- Królewska Akademia Języka Baskijskiego (Euskaltzaindia)
- streetfootballworld gGmbH
- Teatr Arka
- The AIRE Centre(inne języki)
- Urmo Kübar(inne języki)/EMSL juhataja
- Valeriu Nicolae
- Via Euregio
- Working Together (représentée par M. Laurent Rouillon)
- Youthnet Hellas
- ZZI – Zentrum der zeitgemäßen Initiativen Austria

### 2014[7]
- Anna Wolff-Powęska
- Alojz Rebula
- Andrei Pleșu
- Atlatszo.hu(inne języki)
- dr Bartłomiej Zapała
- BEDNET
- Blue Star Programme
- Bulli Tour Europa
- Cittadini di Lampedusa
- Cocina Económica de Logroño
- Comhaltas Ceoltóirí Éireann(inne języki)
- Demokratisches Ostvorpommern – Verein für politische Kultur e.V.
- Διογένης ΜΚΟ
- Erika Körner-Metz und Gisela Berninger
- Euradionantes
- Europäische Gesellschaft für Politik, Kultur, Soziales e.V. Diaphania
- EuropeanMigrationLaw
- MUDr. Eva Siracká, DrSc., prezidentka Ligy proti rakovine
- Europejski Parlament Młodzieży (w Czechach)
- Fundacja Pomocy Wzajemnej „Barka”
- Христо Христов
- Jaccede
- Je veux l’Europe
- Kerényi Lajos(inne języki)
- Κέντρο Εκπαιδεύσεως & Αποκαταστάσεως Τυφλών, Περιφερειακή Διεύθυνση Θεσσαλονίκης (πρώην Σχολή Τυφλών Θεσσαλονίκης „Ο Ηλιος”)
- Libera. Associazioni, nomi e numeri contro le mafie(inne języki)
- Malta Hospice Movement
- Maria De Biase
- Marianne Lück
- Martina Čuljak – HelpBalkans
- Mauthausen Komitee Österreich(inne języki)
- Miljötinget
- Младите доброволци от Варна
- Nadace Naše dítě(inne języki)
- Zakon Szpitalny Świętego Jana Bożego
- Probstner János(inne języki)
- Sevgül Uludağ και Μιχάλης Χριστοφίδης
- Skills Belgium
- Sociedad Civil Catalana(inne języki)
- Societatea Timișoara
- SOS Scuola di Alveare Cinema
- SOSERM SOS Emergenza Rifugiati Milano
- Spomenka Hribar(inne języki)
- Το χαμόγελο του παιδιού
- Verein.Respekt.net
- Werner Hohlbein, „Wir sitzen alle in einem Boot für mehr Toleranz”
- Wiener Volkshochschulen „Women on the Rise”

### 2015[8]
- Antoine Deltour (Luksemburg)
- Carole Roberts
- Člověk v tísni
- Davide Martello(inne języki)
- László Davidovics (Węgry)
- Die gewollte Donau – projekt współpracy krajów naddunajskich
- Ksiądz Don Michele De Paolis – współzałożyciel organizacji Agedo Foggia (Włochy)
- Drago Jančar
- Stowarzyszenie Euriade(inne języki) e.V.
- Fundación Barraquer – fundacja założona przez oftalmologa Joaquína Barraquera (Hiszpania)
- Fundacja Integracji Społecznej PROM
- Fundacja Oswoić Los
- Gaia Ferrara
- Stowarzyszenie „Razem żyć i uczyć się w Europie” ((niem.) Gemeinsam leben und lernen in Europa e.V.) (Niemcy)
- Heart for Romania
- Chorwacka Górska Służba Ratownicza
- Ikäihmisten olohuone
- Innovaction
- Instituto Marquês de Valle Flôr (Portugalia)
- Istituto di Medicina Solidale Onlus
- Katri Raik
- Kuchnia Społeczna – Drugi człowiek (gr.) Κοινωνική Κουζίνα – ο Άλλος Άνθρωπος (Grecja)
- La Ciudad Accesible (Hiszpania)
- Lietuvos neįgaliųjų forumas(inne języki) (Litwa)
- Lydia Foy
- Manuela Eanes
- Mário Ruivo
- Medici con l'Africa CUAMM(inne języki)
- Miskolci Speciális Felderítő és Mentőcsoport
- Miejska Klinika Społeczna w Eliniko (gr.) Μητροπολιτικό Κοινωνικό Ιατρείο Ελληνικού (Grecja)
- Netzwerk sozialer Zusammenhalt
- Centrum kultury „Przyszłość teraz” (bułg.) НЧ „Бъдеще сега 2006” (Bułgaria)
- PAMINA Nachwuchsschwimmfest
- Marek Hrubec(inne języki)
- Rafel Shamri (Dania)
- Richmond Foundation (Malta)
- Romska Ungdomsförbundet
- Rūta Dimanta(inne języki) (Łotwa)
- Schone Kleren Campagne
- Serge Laborderie (Francja)
- SLYNCS
- Takis Hadjidemetriou and Ali Tuncay
- Territoires de la Mémoire
- Tessy Fautsch (Luksemburg)
- Tina Ellen Lee (Wielka Brytania)
- Tomo Križnar
- Yves D. Robert (Francja)

### 2016[9]
- Adwentystyczna Organizacja Pomocy i Rozwoju (w Czechach)
- Dennis Arvanitakis (Grecja)
- Uniwersytet trzeciego wieku im. Medarda Czobota (Litwa)
- Stowarzyszenie Pegaso (Włochy)
- Major Balazs
- Aleksandra Banasiak
- Iordan Bărbulescu
- Evgen Angel Bavčar (Słowenia)
- Gabriele Hertel – Berufliches Schulzentrum Wurzen (Niemcy)
- Citizens UK(inne języki)
- Obywatelki dla Europy Citoyennes pour l’Europe (Francja)
- CoderDojo(inne języki)
- Conselho Nacional de Juventude(inne języki) (Portugalia)
- CSEMADOK(inne języki)
- Dar il-Kaptan (Malta)
- Şener Elcil (Cypr)
- Endstation Rechts(inne języki)
- Euro-Chess Foundation (Holandia)
- Fundacja Arché Onlus (Włochy)
- Frauen in der Euregio Maas-Rhein
- Fundusz Lokalny Masywu Śnieżnika
- Paul Galles(inne języki) (Luksemburg)
- Gautena – stowarzyszenie rodziców autystycznych dzieci (Hiszpania)
- Grupa 40 uczniów ze szkoły St. Luke w Kolosi (Cypr)
- Humanitarna udruga fra Mladen Hrkać
- Internet Watch Foundation (IWF)
- Dr Barbara Helen Knowles (Wielka Brytania)
- Imre Kozma(inne języki)
- Menschen im Marchfeld (MiM)
- Mobile School
- Ruch Współistnienie i komunikacja na morzu (Grecja)
- Iwan Nikołow (Bułgaria)
- ONCE Hiszpańska Narodowa Organizacja Niewidomych (Hiszpania)
- Opera per la Gioventù „Giorgio La Pira”
- Mariana Penczewa (Bułgaria)
- Perpetuum Mobile ry/Artist at Risk
- Positive Voice(inne języki)
- Dita Přikrylová(inne języki) (Czechy)
- Proactiva Open Arms(inne języki)
- Pushing
- Alexandre Schon
- SOS Méditerranée(inne języki)
- Nawal Soufi(inne języki) (Włochy, Maroko)
- Stiftelsen Expo
- Stowarzyszenie Komitet Obrony Demokracji
- Stowarzyszenie Sur les pas d’Albert Londres (Francja)
- Tiago Pitta E Cunha(inne języki)[10] (Portugalia)
- VluchtelingenWerk Nederland(inne języki)
- Erwin Vollerthun[11] (Niemcy)
- David Vseviov(inne języki) (Estonia)

### 2017[12]
- Αικατερίνη Παναγοπούλου
- Αμερίκος Αργυρίου
- Антони Стоянов
- Agence de Développement rural Europe et Territoires(inne języki)
- Border Communities against Brexit(inne języki)
- Μπορούμε
- Brexpats – Hear our voice
- Bürger Europas
- Buscant Alternatives
- CERMI (Comité español de representantes de personas con discapacidad)
- Charita Česká Republika
- Cristian Pantazi
- Davide Sousa Moura
- Don Virginio Rigoldi
- Ewa Dados
- Fondazione Opera Immacolata Concezione ONLUS
- Foróige
- Għaqda Każini tal-Banda
- „Glaskunst langs de Maas” van Stichting Ecrevissecomité Obbicht
- Hej främling!
- Herta Hoffmann
- Hope for girls
- Hrvatska udruga Transplant
- Ján Benčík(inne języki)
- Junge Aktion der Ackermann-Gemeinde
- Labdarības maratona “Dod Pieci” komanda
- Lietuvos moterų lobistinė organizacija
- Mazowieckie Stowarzyszenie Pracy dla Niepełnosprawnych „De Facto”
- Médecins du monde – Belgique
- Mihály Bencze(inne języki)
- Mosaik
- Mouvement du Nid / Délégation du Bas-Rhin
- Pescatori siciliani di Mazara del Vallo
- Plataforma de afectados por Hepatitis C
- Plataforma de Apoio aos Refugiados
- PRAKSIS
- Pulse of Europe
- Robert Hébras
- Saint-Omer Cricket Club Stars
- SámiSoster ry
- Stowarzyszenie Drogami Tischnera
- Strom života
- Students and Refugees Together (START) – Avril Bellinger
- Széll Tamás
- Szilárd István
- Teeme Ära
- Teresa de Sousa
- Tvrtko Barun
- #VORREIPRENDEREILTRENO ONLUS
- ZDUS – Zveza društev upokojencev Slovenije

### 2018[13]
- Alicja Szatkowska
- Αντρέας Μάτσης/Okan Dugli (Bi-communal Famagusta Initiative)
- Άνεμος ανανέωσης
- António Pinto Monteiro
- Antonio Silvio Caló
- Архимандрит Партений Фидановски
- Bjorn Formosa
- Čebelarska zveza Slovenije(inne języki)
- Centre Mondial de la Paix
- Dmitri Rõbakov
- Don Virginio Colmegna
- Ehrenamtlicher Dolmetscherdienst der Stadt Ludwigsburg
- Eurooppanuoret ry
- Fatta!
- Fo.B.A.P. ONLUS
- Förderverein der Sozialklinik Kalamata
- Fundação Francisco Manuel dos Santos
- Fundació Arrels
- HOPEgenesis
- Hrvatski ured za kreativnost i inovacije
- HUMAIN Vzw/asbl
- Iespējamā misija
- Inner City Helping Homeless
- Institut für Erinnerungskultur 2.0 NeverForgetWhy
- Irish Men’s Sheds Association
- J.C.A. Akerboom
- Κιβωτός του κόσμου
- La Maison des Femmes de Saint-Denis
- Laurent Festas
- MagiCAMP
- Matthäus Weiß, 1. Landesvorsitzender und der Verband Deutscher Sinti und Roma e.V. Landesverband Schleswig-Holstein
- Mihai Sora(inne języki)
- Nagycsaládosok Országos Egyesülete (NOE)
- Odile Linden
- Paola Scagnelli
- Pierre Maurice
- Plateforme citoyenne de soutien aux réfugiés
- Polish Jews Forum
- Post Bellum
- Pražský studentský summit
- Proyecto Integra de la Fundación Universidad Camilo José Cela
- Refugees Welcome Crawley
- Σενέρ Λεβέντ
- Spirit of Football e.V.
- Stichting De Aldenborgh
- Švento Jokūbo Kelio Savivaldybių Asociacija
- Szvorák Katalin
- Unidad de Gestión Clínica de Medicina Maternofetal, Genética y Reproducción (UGCMFG) del Hospital Universitario Virgen del Rocío
- Varga Erika
- Wielka Orkiestra Świątecznej Pomocy

### 2020[14]
- Belgia: Generation Climate Europe
- Bułgaria: Fundacja „Music for Bulgaria”
- Bułgaria: Legal Art Centre
- Republika Czeska: CIIRC CTU Czeski Instytut Informatyki, Robotyki i Cybernetyki, Politechnika Czeska w Pradze
- Niemcy: Europäisches Jugendparlament in Deutschland e.V.
- Estonia: Tallinna Keskraamatukogu
- Irlandia: Irish Girl Guides Europe Badge
- Irlandia: Family Carers Ireland
- Grecja: Symbiosis
- Hiszpania: Red de solidaridad vecinal Somos Tribu VK
- Francja: Banlieue Santé
- Chorwacja: Savez izviđača Hrvatske (Chorwackie Stowarzyszenie Skautów)
- Włochy: 6023 APS
- Cypr: ICLAIM
- Cypr: Κώστας Βήχας
- Łotwa: Organizācija ManaBalss – Sabiedrības Līdzdalības Fonds
- Litwa: UAB Burokėlis ir krapas
- Luksemburg: Scouting in Luxembourg
- Węgry: Oltalom Karitatív Egyesület
- Węgry: Laura Sarolta Baritz
- Malta: Lockdown Festival
- Niderlandy: Stichting Geen Grens
- Austria: Euro Babble
- Austria: Caritas für Menschen in Not
- Polska: Inicjatywa „Wolne Sądy”
- Portugalia: Corpo Nacional de Escutas (CNE) – Escutismo Católico Português
- Rumunia: Stowarzyszenie Dăruieşte Aripi
- Słowacja: OLYMP
- Finlandia: Fińskie Stowarzyszenie na rzecz Ochrony Przyrody
- Szwecja: Yalla Trappan